# Ayase (compositeur)
 (juin 2024).
La mise en forme du texte ne suit pas les recommandations de Wikipédia : il faut le « wikifier ».
Les points d'amélioration suivants sont les cas les plus fréquents. Le détail des points à revoir est peut-être précisé sur la page de discussion.
- Les titres sont pré-formatés par le logiciel. Ils ne sont ni en capitales, ni en gras.
- Le texte ne doit pas être écrit en capitales (les noms de famille non plus), ni en gras, ni en italique, ni en « petit »…
- Le gras n'est utilisé que pour surligner le titre de l'article dans l'introduction, une seule fois.
- L'italique est rarement utilisé : mots en langue étrangère, titres d'œuvres, noms de bateaux, etc.
- Les citations ne sont pas en italique mais en corps de texte normal. Elles sont entourées par des guillemets français : « et ».
- Les listes à puces sont à éviter, des paragraphes rédigés étant largement préférés. Les tableaux sont à réserver à la présentation de données structurées (résultats, etc.).
- Les appels de note de bas de page (petits chiffres en exposant, introduits par l'outil «  Source ») sont à placer entre la fin de phrase et le point final[comme ça].
- Les liens internes (vers d'autres articles de Wikipédia) sont à choisir avec parcimonie. Créez des liens vers des articles approfondissant le sujet. Les termes génériques sans rapport avec le sujet sont à éviter, ainsi que les répétitions de liens vers un même terme.
- Les liens externes sont à placer uniquement dans une section « Liens externes », à la fin de l'article. Ces liens sont à choisir avec parcimonie suivant les règles définies. Si un lien sert de source à l'article, son insertion dans le texte est à faire par les notes de bas de page.
- La présentation des références doit suivre les conventions bibliographiques. Il est recommandé d'utiliser les modèles {{Ouvrage}}, {{Chapitre}}, {{Article}}, {{Lien web}} et/ou {{Bibliographie}}. Le mode d'édition visuel peut mettre en forme automatiquement les références.
- Insérer une infobox (cadre d'informations à droite) n'est pas obligatoire pour parachever la mise en page.

Pour une aide détaillée, merci de consulter Aide:Wikification.
Si vous pensez que ces points ont été résolus, vous pouvez retirer ce bandeau et améliorer la mise en forme d'un autre article.
Ayase, né le 4 avril 1994 est un musicien et producteur de disques japonais. Il est surtout connu en tant que producteur et compositeur Vocaloid (logiciel de synthèse vocale) pour Yoasobi, un duo musical dont il fait partie aux côtés de la chanteuse Ikura. Il a également été chanteur du groupe de rock Davinci jusqu'à sa dissolution en 2020.

## Biographie

### Enfance et éducation
Ayase est né le 4 avril 1994 à Ube, préfecture de Yamaguchi, au Japon. Vers l'âge de 3 ou 4 ans, il reçoit ses premiers cours de piano de sa grand-mère qui était professeur de musique. Il a ensuite suivi des cours de piano professionnels au sein d'une école de musique dès l'école primaire. De plus, après avoir reçu une guitare acoustique comme cadeau de Noël il apprend également à en jouer. La première chanson qu'il joue à la guitare était de Ringo Shiina. Ses premières influences musicales se manifeste dans des groupes japonais tels que Exile, Sukima Switch, Kobukuro, Radwimps, et Aiko, mais aussi dans des groupes de rock et de metal tels que  Maximum the Hormone, Coldrain, Crossfaith, SiM, Slipknot et Bring Me the Horizon, avant de fonder Yoasobi en 2019.

## Carrière

### Davinci
Quand il avait 16 ans, Ayase a formé son groupe de rock nommé Davinci avec des camarades de classe du lycée, se produisant sous le nom de Keiichirō chanteur et leader du groupe. Ce premier pas dans le domaine musical le conduit à arrêter ses études puis à déménager pour Tokyo en 2016. En octobre 2018, le groupe a fait une pause en raison du traitement médical d'Ayase contre un ulcère gastroduodénal. Le groupe annonce sa dissolution deux ans plus tard, en juillet 2020.

### Activités en solo
Lors de son séjour à l'hôpital, Ayase a commencé à faire de la musique en utilisant le logiciel de synthèse vocale Vocaloid développé par Yamaha où il utilise la voix du personnage de fiction Hatsune Miku. Il a sorti sa première chanson Sentensei Assault Girl via les plateformes de partage de vidéos YouTube et Niconico le 24 décembre 2018. Il a ensuite continué de produire des chansons, comme Last Resort en avril 2019, qui lui a valu sa première popularité. Le 17 novembre 2019 il sort Ghost City Tokyo, avec Hatsune Miku au chant. Le 6 janvier 2021, il publie son deuxième album Mikunoyoasobi exclusivement sous forme de CD chez Tower Records Japan. L'album comprend sept titres qui seront repris pour le premier album du futur groupe Yoasobi, The Book.
De 2019 à 2020, Ayase va rendre disponible Ghost City Tokyo, Yoru Naderu Menō et Yūrei Tōkyō sur YouTube et Niconico et le 8 septembre 2021 il rend ces titres accessibles sur les plateformes de streaming. Il collabore ensuite avec Creepy Nuts et Lilas Ikuta pour le single Baka Majime, qui apparait lors du 55e anniversaire de la radio All Night Nippon. Ayase continue avec Hōwa, qui sort aux côtés d'une auto-reprise de Cinema, le 30 septembre 2022. En 2023, il enregistre plusieurs thèmes d'ouverture pour anime. Notamment Shock! pour Buddy Daddies, et Hiten avec R-Shitei pour l'édition 2023 de Rurouni Kenshin. Ayase, aux côtés des producteurs Surii et Tsumiki vont sortir un album collaboratif Ryūgūjō où il compose le titre Kira Kira Kira. Il sort le 11 août 2023 à Osaka de manière exclusive à l'occasion du festival Hatsune Miku : Magical Mirai édition 2023.
En tant qu'auteur-compositeur et producteur, Ayase a écrit et produit plusieurs chansons pour des artistes comme Lisa, Uru, Nana Mori, Hoshimachi Suisei, Hey ! Dire! SAUT et Poppin'Party.

### Yoasobi
À l'époque où Last Resort est devenu populaire, à la mi-2019, Ayase a reçu une offre de Yohei Yashiro et Shuya Yamamoto venant de Sony Music Entertainment Japan. Ils proposent à Ayase de collaborer sur un projet visant à produire des chansons inspirées de nouvelles publiées sur des réseaux sociaux dédiés à l'écriture créative comme Monogatary.com (ja). Il rentre en contact avec la future chanteuse du groupe, Ikura, sur Instagram avant de former le duo Yoasobi. Leur premier single Yoru ni Kakeru sort en décembre 2019. Il devient viral et est devenu un succès musical au Japon, ce qui a permis à Yoasobi de gagner en popularité sur la scène musicale japonaise,.

## Vie privée
Ayase est sorti avec Nina Ai, qui travaille sur certains clips vidéo de Yoasobi, dont Yoru ni Kakeru.

## Discographie

### Extended plays
| Titre | Détails                                                                           | Meilleur classement | Meilleur classement | Meilleur classement | Ventes       |
| Titre | Détails                                                                           | JPN                 | JPN Cmb.            | JPN Hot             | Ventes       |
| --- | --------------------------------------------------------------------------------- | ------------------- | ------------------- | ------------------- | ------------ |
| Ghost City Tokyo                                                                                           | - Sortie : 17 novembre 2019 - Label: Autopublication - Formats: CD, DL, streaming | —                   | —                   | —                   |              |
| Mikunoyoasobi                                                                                              | - Sortie : 6 janvier 2021 - Label: Sony Japan - Formats: CD, DL, streaming        | 15                  | 24                  | 18                  | - JPN: 3,916 |
| "—" indique les sorties qui n'ont pas été classées ou qui n'ont pas été commercialisées dans cette région. |                                                                                   |                     |                     |                     |              |

### Singles
| Titre | Année | Meilleur classement | Meilleur classement | Meilleur classement | Certifications        | Album            |
| Titre | Année | JPN                 | JPN Cmb.            | JPN Hot             | Certifications        | Album            |
| --- | ----- | ------------------- | ------------------- | ------------------- | --------------------- | ---------------- |
| Suima (睡魔) (avec Kankan)                                                                                 | 2021  | —                   | —                   | —                   |                       | Non-album single |
| Yoru Naderu Menō (夜撫でるメノウ)                                                                          | 2021  | —                   | 24                  | 25                  | - RIAJ: Platine (st.) | Ghost City Tokyo |
| Yūrei Tōkyō (幽霊東京)                                                                                     | 2021  | —                   | 24                  | —                   |                       | Non-album single |
| Baka Majime (ばかまじめ) (avec Creepy Nuts and Lilas Ikuta)                                                | 2022  | —                   | 50                  | 38                  | - RIAJ: Gold (st.)    | Ensemble Play    |
| Hōwa (飽和)                                                                                                | 2022  | —                   | —                   | —                   |                       | Non-album single |
| Cinema (シネマ)                                                                                            | 2022  | —                   | —                   | —                   |                       | Non-album single |
| Shock! | 2023  | —                   | —                   | —                   |                       | Non-album single |
| Hiten (飛天) (avec R-Shitei)                                                                               | 2023  | 38                  | —                   | 73                  |                       | Non-album single |
| Kira Kira Kira (キラキラキラ) (comme Dreamers)                                                             | 2023  | —                   | —                   | —                   |                       | Ryūgūjō          |
| "—" indique les sorties qui n'ont pas été classées ou qui n'ont pas été commercialisées dans cette région. |       |                     |                     |                     |                       |                  |

### Sorties non commerciales
| Titre                                         | Année | Chanteur                 | Album            |
| --------------------------------------------- | ----- | ------------------------ | ---------------- |
| Sentensei Assault Girl (先天性アサルトガール) | 2018  | Hatsune Miku             | Non-album single |
| I'm Not Crying (泣いてない)                   | 2019  | Hatsune Miku             | Non-album single |
| Happy Ender (ハッピーエンダー)                | 2019  | Hatsune Miku             | Ghost City Tokyo |
| Yoru Naderu Menō (夜撫でるメノウ)             | 2019  | Hatsune Miku             | Non-album single |
| Last Resort (ラストリゾート)                  | 2019  | Hatsune Miku             | Ghost City Tokyo |
| Pseudohumans (人間モドキ)                     | 2019  | V Flower et Hatsune Miku | Non-album single |
| Killer Queen (キラークイーン)                 | 2019  | Hatsune Miku             | Ghost City Tokyo |
| Fiction Blue (フィクションブルー)             | 2019  | Hatsune Miku             | Ghost City Tokyo |
| Cynical Night Plan (シニカルナイトプラン)     | 2020  | Hatsune Miku             | Non-album songs  |
| Yokubari (よくばり)                           | 2020  | Hatsune Miku             | Non-album songs  |
| Bitter Sweet Samba (Ayase remix)              | 2021  | NC                       | Non-album songs  |

### Apparitions en tant qu'invité
| Titre                                     | Année | Album                               |
| ----------------------------------------- | ----- | ----------------------------------- |
| Tachiiri Kinshi (立ち入り禁止) (avec Ado) | 2022  | Mafumafu Tribute Album - Tensei     |
| Héros (avec Hatsune Miku)                 | 2023  | Magical Mirai 2023 : Official Album |

## Récompenses et nominations
| Cérémonie               | Année | Catégorie                        | Nomination     | Résultat | Ref.   |
| ----------------------- | ----- | -------------------------------- | -------------- | -------- | ------ |
| Prix du disque japonais | 2023  | Prix de la meilleure composition | Idol           | Lauréat  | [ 42 ] |
| Prix JASRAC             | 2023  | Prix Argent                      | Yoru ni Kakeru | Lauréat  | [ 43 ] |
| Prix JASRAC             | 2024  | Prix d'or                        | Idol           | Lauréat  | [ 44 ] |